# سیارک ۸۰۸۰۷
سیارک ۸۰۸۰۷ (به انگلیسی: 80807 Jimloudon، نامگذاری:2000CX112) هشتاد هزار و هشتصد و هفتمین سیارک کشف شده‌است که در ۷ فوریه ۲۰۰۰ کشف شد.